# Bernhard Vogel
Bernhard Vogel (Gotinga, 19 de diciembre de 1932-Espira, 3 de marzo de 2025) fue un político alemán de la CDU.

## Biografía
Vogel asistió a la escuela primaria de Giessen, a varios colegios humanísticos y cuando su familia regresó a Múnich, Vogel estudió secundaria. Posteriormente, estudió ciencias políticas, historia, sociología y economía en las universidades de Múnich y Heidelberg, donde en 1960 consiguió su doctorado. Trabajó durante cuatro años como asistente de investigación y a partir de 1961 como profesor de instituto de Ciencias Políticas de Heidelberg.
En 1967, Vogel se convirtió presidente de la Unión Demócrata Cristiana de Alemania (CDU) en Renania-Palatinado y también en ministro de Educación de Renania-Palatinado. En 1973, cuando Helmut Kohl fue nombrado presidente de la CDU nacional, Vogel le sucedió como presidente del partido en el estado de Renania-Palatinado. Su fracaso en ser reelegido para este cargo del partido en 1988 condujo a su dimisión como ministro-Presidente en un famoso discurso que finalizó con la frase muy citada: Que Dios proteja a Renania-Palatinado. Fue sucedido por Carl Ludwig Wagner. Entre 1980 y 1984 fue presidente de la "Asociación para la Protección de las Aves de los Bosques alemanes"(SDW).
Tras una feroz disputa dentro del partido de Vogel en el estado de Coblenza, en lugar de Vogel, Hans Otto Wilhelm fue elegido presidente del nuevo estado por lo que colocó a disposición de su oficina como un primer ministro.
Desde 1989 hasta 2003 y desde a 2001 hasta 2009 fue presidente de la Fundación Konrad Adenauer y en diciembre de ese último año como presidente fue escogido como presidente honorario entre la reunión de los miembros de la fundación. Su sucesor como presidente de la fundación fue el expresidente del Parlamento Europeo, Hans Gert Pöttering. Desde 1992 hasta 2003, fue ministro presidente del estado de Turingia que fue sucedido por Dieter Althaus.
Desde 2002, Bernhard Vogel fue miembro de la junta directiva de la Fundación Eugen Biser Munich.
En junio de 2007, Bernhard Vogel se convertio en el patrón de una campaña para la construcción de un centro de niños y jóvenes en Nyagatare, Ruanda.

## Vida privada
El padre de Vogel provenía de Múnich y fue profesor asistente de biología en la Universidad de Gotinga, más tarde profesor en Giessen y Múnich. Su madre era activa en numerosas organizaciones sociales católicas y su hermano mayor fue el político Hans-Jochen Vogel del SPD.
Vogel fue soltero, no tuvo hijos y vivió en Espira.

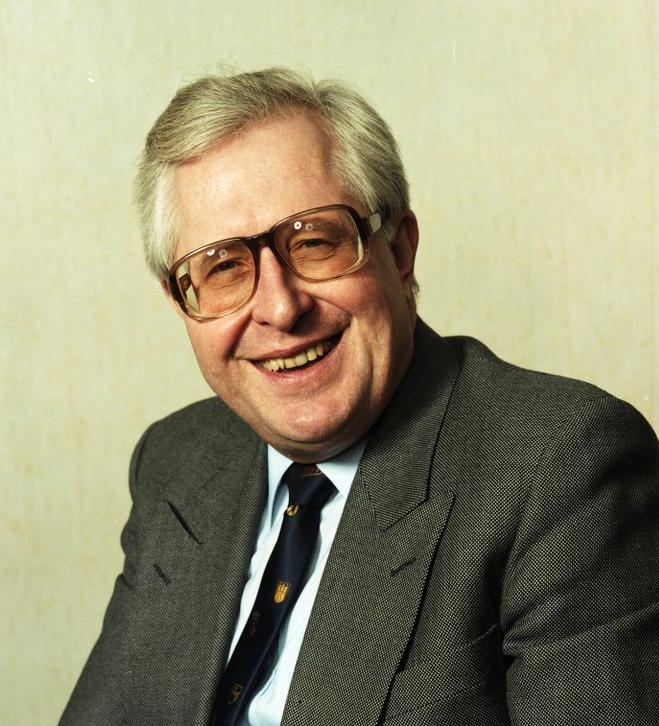
Bernhard Vogel en 1988.

## Premios
- Orden del Mérito grande (1976) con la Estrella y Sash (1980)
- Orden francés de Las Palmas Académicas
- Medalla de San Gregorio
- 1984: Premio de la Gran Cruz del Mérito de la República Federal de Alemania
- 1983: Medalla de Lucha contra la gravedad mortal
- 1984: Bambi
- 1988: Medalla de Honor de la ciudad de Speyer
- 1990: Mérito de Renania-Palatinado
- 1997: Gran Cruz del Mérito de la República Italiana
- 14 de noviembre de 2002: concedió la ciudadanía honoraria de la ciudad de Speyer.
- 17 de mayo de 2004: Es nombrado doctor honorable por la directora de la Universidad Alemana de Ciencias Administrativas de Speyer, Fish R.
- Se le otorga el título de profesor por el ministro presidente de Baden-Württemberg, Erwin Teufel.
- 27 de julio de 2005: Gran Tirolés Orden del Águila
- 2005: Presentación del "Peter Wust Price"
- 2005: Mérito de Turingia
- 2007: Leibniz de Hannover anillo (con su hermano Hans-Jochen)
- 2009: Oswald von Nell-Breuning-Price (con su hermano Hans-Jochen)
- 2009: Wilhelm-Leuschner-Medal, el más alto honor del Estado de Hesse (con su hermano Hans-Jochen)
- 2010: Premio Puente de la ciudad de Ratisbona (con su hermano Hans Jochen).

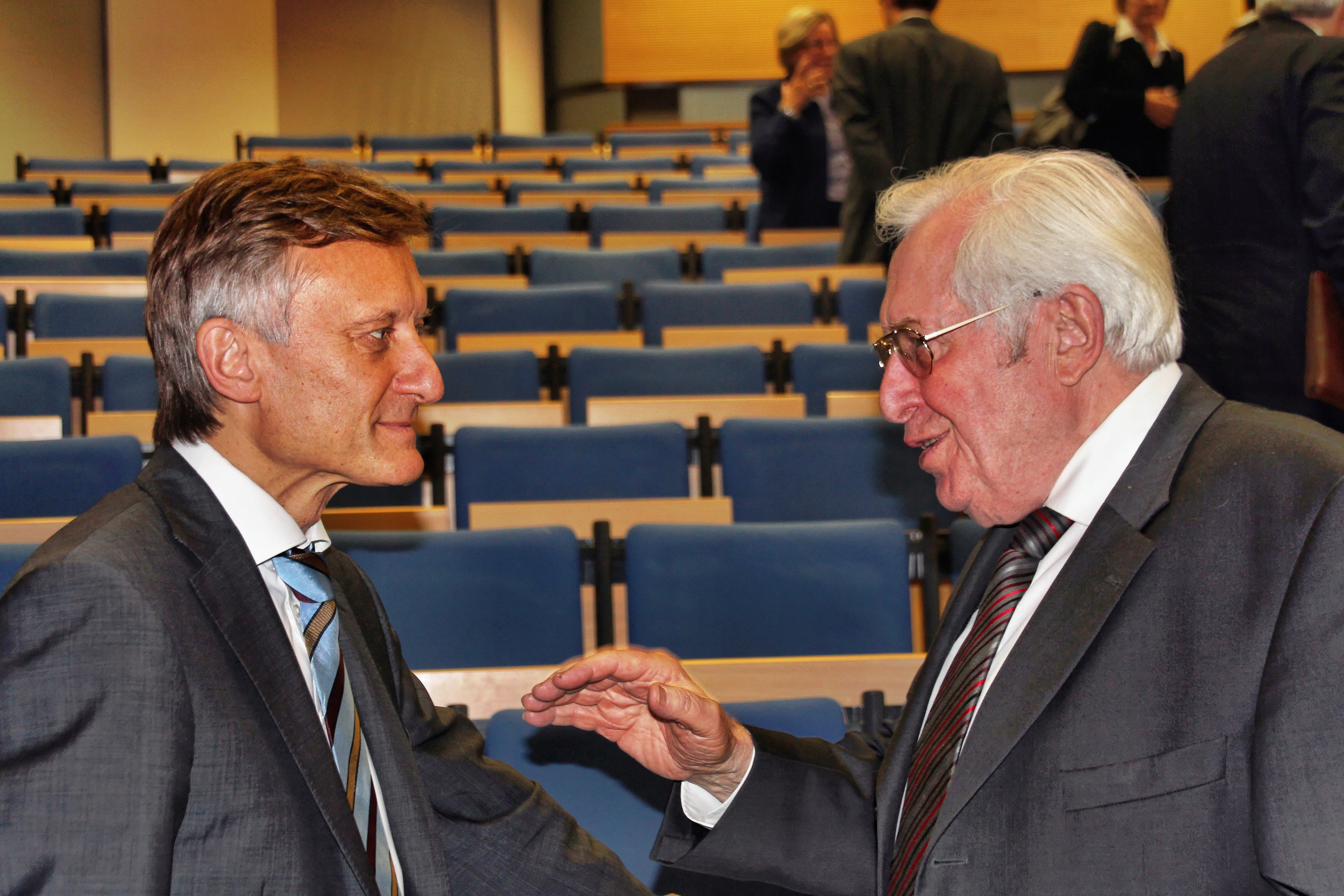
Vogel en una conversación con el embajador Pravda de Varsovia en 2011.